# 46.ª Brigada Mixta (Ejército Popular de la República)
La 46.ª Brigada Mixta fue una unidad del Ejército Popular de la República creada durante la Guerra Civil Española.

## Historial
La unidad fue creada el 31 de diciembre de 1936 a partir de la antigua columna «Fantasma» —razón por la cual se la conoció como la Brigada «Fantasma»—. Como comandante de la brigada fue designado el comandante de la antigua columna, el teniente coronel de la Guardia Civil Manuel Uribarri Barutell, mientras que la jefatura de Estado Mayor fue designada or el capitán José Soto Serra. La 46.ª Brigada Mixta fue adscrita a la 9.ª División del II Cuerpo de Ejército.
No llegó a intervenir en la Batalla del Jarama, aunque el 1 de mayo de 1937 llegó a intervenir en un ataque contra la cabeza de puente de Toledo. Llegó a estar asignada brevemente a la 36.ª División. En el mes de julio llegó a intervenir en la primera fase de la Batalla de Brunete, aunque el 12 de julio fue retirada de la primera línea de combate y pasó a la reserva. Posteriormente sería asignada a la reserva del Ejército de Extremadura.
El 19 de junio de 1937 el mando de la brigada fue asumido por el mayor de milicias David Alfaro Siqueiros, famoso muralista mexicano. La 46.ª BM sería incorporada a la recién creada 29.ª División de la VII Cuerpo de Ejército. Entre el 5 y el 8 de abril de 1938 intervino en una pequeña operación sobre Carrascalejo. El 18 de julio —en el contexto de la batalla de la bolsa de Mérida— fue enviada a El Puente del Arzobispo como fuerza de reserva, aunque al día siguiente hubo de ser enviada directamente al frente de batalla debido a la gravedad de la situación. El 22 de agosto la 46.ª BM sufrió fuertes pérdidas tras una escaramuza ocurrida en Puerto de San Vicente. Hasta el final de la contienda no volvió a intervenir en operaciones de relevancia.

## Mandos
Comandantes
- Teniente coronel de la Guardia Civil Manuel Uribarri;
- Mayor de milicias Recaredo Alós García;
- Mayor de milicias David Alfaro Siqueiros;
- Mayor de milicias Acracio Gómez:
- Mayor de milicias Juan Guijarro Iniesta;

Comisarios
- José Castañer Fons, del PSUC;
- José Climent Pastor, del PSUC;
- Lucas Marcos Tello.